# When It Rains It Pours
«When It Rains It Pours» — песня американского кантри-певца Люка Комбса, вышедшая в качестве 2-го сингла с дебютного студийного альбома Ламберт This One’s for You (2017).
Сингл достиг первых мест в хит-параде Country Airplay и в кантри-чарте Hot Country Songs, получил платиновую сертификацию Recording Industry Association of America (RIAA) в США.

## История
«When It Rains It Pours» дебютировал в радиоэфирном хит-параде Billboard́s Country Airplay 1 июля 2017 на позиции № 56 в кантри-чарте Hot Country Songs на позиции № 43. Сингл был сертифицирован в золотом статусе RIAA 23 октября 2017 и к августу 2018 года имел тираж 459,000 копий.
9 сентября 2017 песня дебютировала на позиции № 96 в канадском хит-параде Canadian Hot 100 достигну 54-го места, оставаясь в чарте 20 недель.
Композиция получила положительные отзывы музыкальной критики и интернет-изданий: Taste of Country, CMT.
Музыкальное видео для песни включает кадры с участием певца и его экс-подруги.

## Чарты
| Чарт (2017)                         | Высшая позиция |
| ----------------------------------- | -------------- |
| Канада (Billboard Canadian Hot 100) | 54             |
| Канада (Billboard Country)          | 1              |
| США (Billboard Hot 100)             | 33             |
| США (Billboard Hot Country Songs)   | 1              |
| США (Billboard Country Airplay)     | 1              |

| Чарт (2017)                      | Позиция |
| -------------------------------- | ------- |
| Canada Country (Billboard)       | 41      |
| US Country Airplay (Billboard)   | 33      |
| US Hot Country Songs (Billboard) | 11      |

## Сертификации
| Регион                                                                      | Сертификация  | Продажи    |
| --------------------------------------------------------------------------- | ------------- | ---------- |
| Австралия (ARIA)                                                            | 9× Платиновый | 630 000    |
| Канада (Music Canada)                                                       | 2× Платиновый | 160 000    |
| Новая Зеландия (RMNZ)                                                       | 3× Платиновый | 90 000     |
| Великобритания (BPI)                                                        | Платиновый    | 600 000    |
| США (RIAA)                                                                  | Бриллиантовый | 10 000 000 |
| Данные о продажах + прослушиваниях приведены только на основе сертификации. |               |            |